# Ingo Schulze

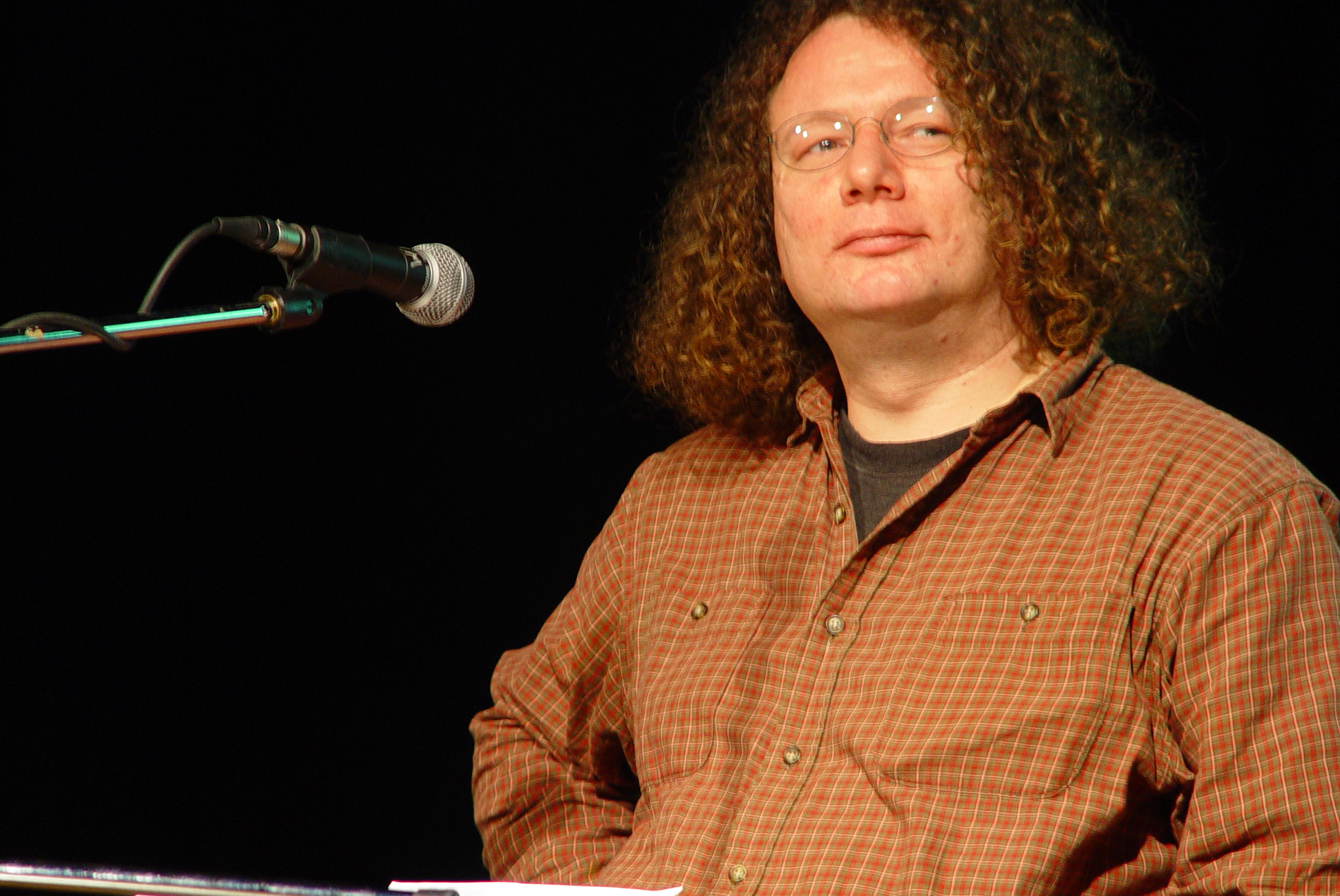
Ingo Schulze in 2004

Ingo Schulze (Dresden, 15 december 1962), is een Duitse schrijver.
Zijn vader was hoogleraar in de fysica en zijn moeder arts. Nadat zijn ouders gescheiden waren, leefde hij bij zijn moeder. Tussen 1983 en 1988 studeerde hij klassieke filologie aan de universiteit van Jena, waarna hij tot 1990 als dramaturg voor het Landestheater Altenburg werkte. Vervolgens werd hij journalist en woonde een half jaar in Sint-Petersburg. Hij leeft van de pen sinds het midden van de jaren 90, en ontving meerdere prijzen.

## Werken
- 1995 - 33 Augenblicke des Glücks
- 1998 - Simple Storys
- 2000 - Der Brief meiner Wirtin
- 2000 - Von Nasen, Faxen und Ariadnefäden
- 2001 - Mr. Neitherkorn und das Schicksal
- 2002 - Würde ich nicht lesen, würde ich auch nicht schreiben
- 2005 - Neue Leben
- 2007 - HANDY — dreizehn geschichten in alter manier
- 2008 - Adam und Evelyn